# Tournant dangereux
Pour plus de détails, voir Fiche technique et Distribution.
Tournant dangereux (Dangerous Curve Ahead) est un film américain réalisé par E. Mason Hopper, sorti en 1921. Le film est considéré comme perdu.

## Synopsis
Fiancée à Harley Jones, l'inconstante Phoebe Mabee flirte avec Anson Newton. Elle et Harley, en conséquence, rompent leurs fiançailles, mais dans les six mois, ils se réconcilient puis se marient. Phoebe devient mère, et quand Harley est envoyé à l'étranger par son employeur, elle et ses deux enfants se rendent dans une station balnéaire où elle renoue avec Newton. Harley revient à l'improviste et trouve Phoebe sur le point d'aller dîner avec Mme Noxon, la tante de Newton, en compagnie de Newton. Bien que Harley soit contrarié et qu'un de leurs enfants soit malade, elle insiste pour y assister. Pendant le dîner, se souvenant que son enfant laissé à une nourrice est malade, elle se précipite chez elle, juste à temps pour rassurer l'enfant qui l'appelait. Mari et femme sont alors heureusement réconciliés.

## Fiche technique
- Titre original : Dangerous Curve Ahead
- Réalisation : E. Mason Hopper
- Scénario : Julien Josephson, d'après une histoire de Rupert Hughes
- Production :  Goldwyn Pictures Corporation

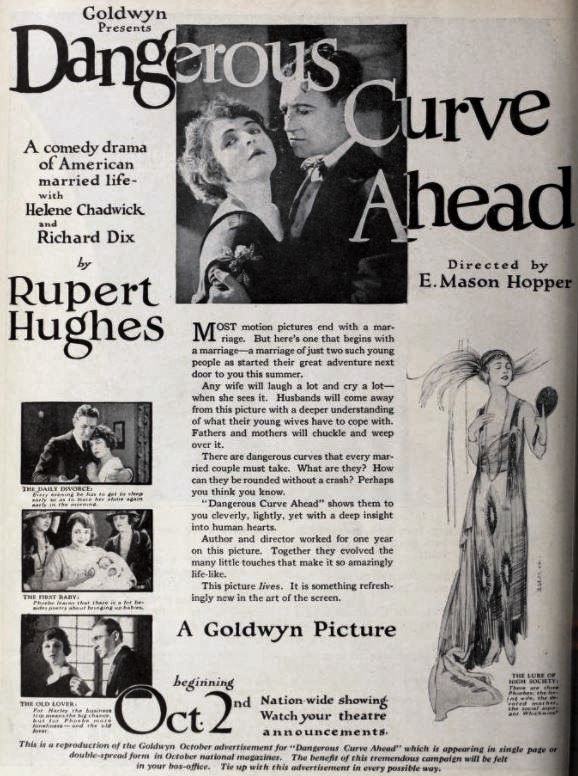
Publicité du Exhibitors Herald du 24 septembre 1921.

- Photographie : John J. Mescall
- Dates de sortie : 
  - États-Unis : 2 octobre 1921
  - France : 26 janvier 1923

## Distribution
- Helene Chadwick : Phoebe Mabee-Jones
- Richard Dix : Harley Jones
- Maurice 'Lefty' Flynn : Anson Newton
- James Neill : Mr. Mabee
- Edythe Chapman : Mrs. Mabee
- Kate Lester : Mrs. Noxon
- Robert DeVilbiss : fils de Jones
- Newton Hall : fils de Jones
- Virginia Stern : bébé de Jones